# Pomerol
Pomerol település Franciaországban, Gironde megyében. Lakosainak száma 608 fő (2022. január 1.). Pomerol Lalande-de-Pomerol, Libourne, Néac, Montagne és Saint-Émilion hegyközség községekkel határos.

## Népesség
A település népességének változása:
| Lakosok száma | 1116 | 962  | 867  | 763  | 691  | 642  | 607  | 579  | 589  | 608  |
|               | 1968 | 1982 | 1990 | 2006 | 2013 | 2015 | 2017 | 2019 | 2020 | 2022 |